# Барановский, Сергей Иванович
Сергей Иванович Барановский (бел. Сяргей Іванавіч Бараноўскі; 27 января 1968) — советский и белорусский футболист, нападающий.

## Карьера
Молодёжную карьеру провёл в минском «Динамо». Профессиональную карьеру начал в борисовском клубе «Автомобилист» в 1987 году. С 1989 по 1990 года выступал за столичный «Спутник». Следующие два сезона провёл в «Металлурге» из Молодечно. В 1992 году вошёл в состав минского «Динамо». За три сезона в клубе Барановский трижды становился чемпионом Беларуси, а также один раз обладателем национального кубка (в финале забил гол и сделал окончательный счёт 3:1). В сезоне 1992/93 поделил с Мирославом Ромащенко звание лучшего бомбардира национального чемпионата (по 19 забитых голов). В 1995 году из-за травмы в возрасте 27 лет решил закончить карьеру футболиста. В 2000-х годах работал в качестве помощника судьи на футбольных матчах чемпионатов Беларуси.

## Карьера за сборную
Два матча за национальную сборную Беларуси провёл в конце января 1993 годаː против сборной Эквадора и сборной Перу (оба товарищеские и оба завершились со счётом 1:1).

## Достижения
- Чемпион Беларуси: 1992/93, 1993/94, 1994/95
- Обладатель Кубка Беларуси: 1993/94